# Рессета (деревня)
Рессета́ — деревня в Хвастовичском районе Калужской области Российской Федерации. Входит в сельское поселение «Село Милеево».
Названо по протекающей вблизи реке.

## Физико-географическое положение
Расположена на Смоленско-Московской возвышенности.

## История
Образована как выселок крестьян из деревни Колодяссы и первое время носила название «Колодясские дворики», которое затем сменила на «Рессетинские дворики» и уже в XX веке на «Рессета».
В январе 1942 года жители деревни были расстреляны немцами, а сама деревня была сожжена